# 이름가르트 제프리트

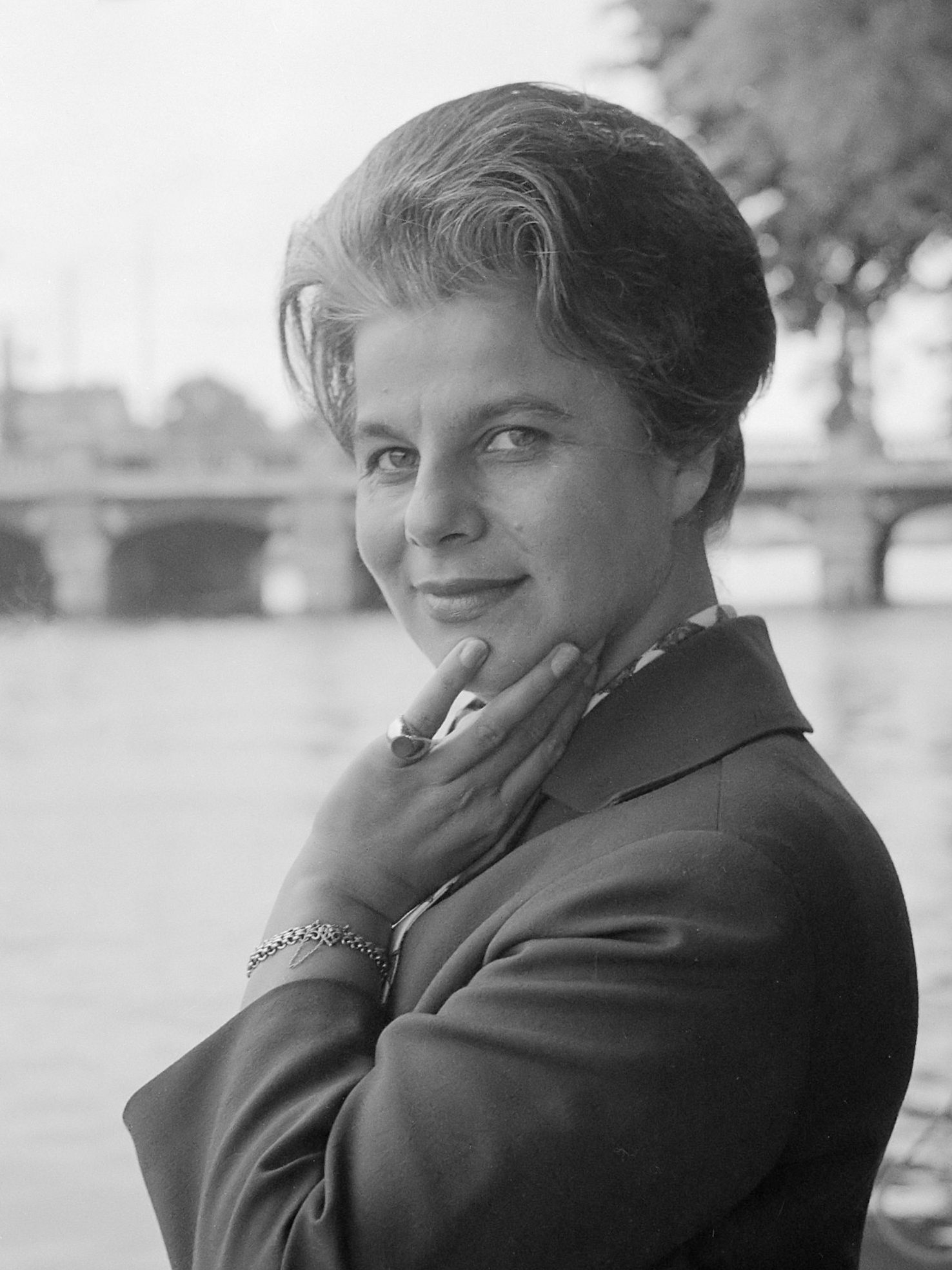
이름가르트 제프리트 (1962년)

이름가르트 제프리트(독일어: Irmgard Seefried, 1919년 10월 9일 ~ 1988년 11월 24일)는 오페라, 거룩한 음악, 가곡을 불렀던 독일의 저명한 소프라노 가수이다.
아우크스부르크와 뮌헨에서 배우고 1939년에 아헨에서 <아이다>의 '수녀(修女)'를 불러 데뷔하였다. 1943년 이후 빈을 중심으로 활약하였다. 따스하고 아름다운 소리를 지녔으며 개성적인 가창을 들려주었다. 오스트리아의 '궁정가수' 칭호를 가졌으며 남편은 슈나이더이다.
1988년 69세의 나이로 빈에서 사망했다.